# Taktisches Ausbildungskommando der Luftwaffe Italien
Das Taktische Ausbildungskommando der Luftwaffe Italien (TaktAusbKdoLw IT) führte am Militärflugplatz Decimomannu auf Sardinien die taktische Verbandsausbildung mit dem Waffensystem (WaSys) Tornado und Eurofighter durch. Das Kommando wurde am 14. Dezember 2016 aufgelöst und die Nutzung des Flugplatzes eingestellt.

## Geschichte
Am 16. Dezember 1959 unterschrieben die Vertreter der Nationen Italien, Deutschland und Kanada ein Abkommen über die Einrichtung, den Betrieb, die Instandhaltung und die Finanzierung des NATO-Flugplatzes in Decimomannu. Nachdem zwischenzeitlich auch die Vereinigten Staaten von Amerika und England als Partner vor Ort waren, teilten sich ab Ende der 90er Jahre Italien und Deutschland die Einrichtung für die Ausbildung ihres fliegerischen Personals. Bis April 2013 führte das TaktAusbKdoLw IT die Einweisung in die Rettungssysteme und Rettungsmittel für das „Überleben auf See“ im Rahmen der Offizierausbildung der Luftwaffe durch. Wegen der zunehmend eingeschränkten Übungsmöglichkeiten auf dem Luft-Boden-Schießplatz Capo Frasca und der damit in Zusammenhang stehenden Rentabilitätsproblematik kündigte Deutschland den Nutzungsvertrag fristgerecht zum Ende des Jahres 2016.

## Auftrag
Auftrag des Taktischen Ausbildungskommandos der Luftwaffe in Italien war es, die Geschwaderkommandos der Luftwaffe für die taktische Verbandsausbildung mit den verschiedenen Waffensystemen sowie Kommandos alliierter und befreundeter Streitkräfte aufzunehmen und zu unterstützen.